# ニル・アドミラリの天秤 帝都幻惑綺譚
『ニル・アドミラリの天秤 帝都幻惑綺譚』（ニル・アドミラリのてんびん ていとげんわくきたん）は、オトメイトより2016年4月21日に発売されたPlayStation Vita用女性向け恋愛アドベンチャーゲーム。略称は「ニルアド」。

## 概要
帝都大震災を経た大正25年の帝都という架空の大正時代や東京を舞台として、ある事情から帝国図書情報資産管理局・通称フクロウで働くことになった主人公と6人の男性たちの間で紡がれる、愛と裏切りの物語を描く。
2016年8月13日・14日に開催された「オトメイトパーティー2016」にて続編の発売が発表され、2017年9月21日には続編『ニル・アドミラリの天秤 クロユリ炎陽譚』（ニル・アドミラリのてんびん クロユリえんようたん）が発売された。
2018年5月10日、本作と続編を一つにまとめ、追加要素も盛り込んだ『ニル・アドミラリの天秤 色ドリ撫子』（ニル・アドミラリのてんびん いろドリなでしこ）がNintendo Switchにて発売することが発表され、2018年9月20日に発売された。
2018年11月1日から舞台版が上演された。

## ストーリー
時は大正25年。没落の一途を辿る久世家の令嬢である主人公・久世ツグミは、家のために結婚を決意するも弟・ヒタキの事件によって特殊な光「アウラ」が見えるようになってしまう。弟への贖罪の気持ちやアウラを見る力を活かすため、ツグミは帝国図書情報資産管理局・通称「フクロウ」で働くことを決める。

## 登場人物
名前には鳥の名が含まれている。

### 主要人物
久世 ツグミ（クゼ ツグミ/デフォルト名/変更可）
声 - 木村珠莉（アニメ）
本作の主人公。「揺らぎうつろう者」
18歳。華族・久世家長女。華族ではあるが、経済状況は芳しくない。
弟・ヒタキが稀モノによる焼身自殺を図ったことによってアウラが見えるようになる。アウラを見る能力を活かすため、帝国図書情報資産管理局で働くことになる。
八代汽船の息子との縁談話があったものの、ヒタキの事件により縁談はなくなる。
尾崎 隼人（オザキ ハヤト）
声 - 梶裕貴
「正義を貫く者」
23歳。帝国図書情報資産管理局・探索部に所属している。
尾崎姓は偽名で本名は「八代隼人」。ツグミと縁談話のあった八代汽船の息子である。
大学生時代に公園で本を読む女学生姿のツグミに一目惚れして以来、彼女に片想いしており、帝都大文学部を途中退学して亜米利加に留学していた。
妹が稀モノによる焼身自殺を図り、それが原因で妹を亡くしている。自称・誠心誠意の男で、思ったことをそのまま口に出しやすい性格をしている。
鴻上 滉（コウガミ アキラ）
声 - 岡本信彦
「囚われている者」
20歳。帝国図書情報資産管理局・探索部に所属している。
無口で無愛想、深く他人と関わり合うことを避ける傾向にある。
四木沼喬の異母弟にあたり、フクロウには密偵として潜入し、情報を四木沼に流していた。華族を忌み嫌っている。
星川 翡翠（ホシカワ ヒスイ）
声 - 逢坂良太
「愛焦がれる者」
16歳。帝国図書情報資産管理局・探索部に所属している。
横浜の遊女の息子で、能力が開花したがために母が自分を置いて遠くへ行ったと思っている。女嫌いで自分の容姿がコンプレックス。
百舌山には過去に実験体にならないかと声を掛けられていることから、百舌山を嫌っている。
鵜飼 昌吾（ウカイ ショウゴ）
声 - 木村良平
「傷を抱える者」
18歳。帝都大学法学部に在学中の学生。日本国首相の子息。
稀モノによる自殺を図ってしまったことをきっかけに、フクロウのアパートで生活することになる。
使用人の雉子谷を連れてフクロウにやってくるものの、掃除を雉子谷に任せたり、部屋でレコードを大音量で聴いていたりするなどお坊ちゃま気質で、ツグミらに対して見下した態度をとる。
汀 紫鶴（ミギワ シヅル）
声 - 鈴村健一
「迷いに惑う者」
24歳。作家。フクロウのアパートで生活している。
恋愛小説により人気の作家で、処女作は推理小説だったものの後に恋愛小説に転向する。笹乞、平塚とは同じ小説家を志す者として、同じ先生に師事していた。
鷺澤 累（サギサワ ルイ）
声 - 櫻井孝宏
「真実を求める者」
20歳。帝都大学医学部に在学中の医学生。奨学生。カグツチのリーダー。
大学内で起こった友人の自殺からカラス・百舌山の悪事を食い止めようと考え、カグツチとして本を燃やす行為を行っている。
実の両親は四木沼薔子と百舌山識郎で、育ての両親は百舌山の策略により殺されてしまっている。自ら本を燃やされた被害者と偽り、フクロウと接触した。

### その他の人物
久世 ヒタキ（クゼ ヒタキ）
声 - 村瀬歩
14歳。華族・久世家の長男で、ツグミの弟。姉の部屋にあった蔵の稀モノの本を読み、焼身自殺を図ってしまうも一命を取り留め、帝都大学付属病院に入院する。
隠 由鷹（ナバリ ユタカ）
声 - 緑川光、櫻井菜々絵（少年期）
31歳。帝国図書情報資産管理局・研究部に所属している。久世家で世話になっていたことがある書生で、ツグミら久世家とは面識を持つ。
朱鷺宮 栞（トキミヤ シオリ）
声 - 夏樹リオ
32歳。帝国図書情報資産管理局・探索部の部長。愛煙家。夫を稀モノによる焼身自殺で亡くしている。
燕野 太郎（ツバメノ タロウ）
声 - 榎木淳弥
22歳。警視庁保安部に所属する巡査。警察から帝国図書情報資産管理局に出向している。
柾 小瑠璃（マサキ コルリ）
声 - 高橋未奈美
20歳。ツグミの幼馴染で、彼女の女学校時の先輩にあたる。『帝都新報』に所属する新聞記者で、葦切の部下。
四木沼 喬（シギヌマ タカシ）
声 - 遠藤大智
38歳。四木沼財閥の当主。ダンスホール「ナハティガル」のオーナーで、カラスの総元締め。
アウラを見る能力とその血筋から、ツグミに自分の子供を産んで欲しいという。幼少時の事故により、アウラが見える体質になっている。
四木沼 薔子（シギヌマ ショウコ）
声 - 眞田朱音
36歳。喬の妻にして累の実母。過去の事故により、子供を産みにくい体質になっている。翡翠の母とは女学校時代の親友だった。
杙梛（クイナ）
声 - 宮下栄治
年齢不明。雑貨店店主。年齢不詳で国籍不明の人物。肩に乗っているペットの名前はペリという。
鴬地 啓三郎（オウチ ケイザブロウ）
声 - 小林範雄
57歳。久世家の家令。ツグミとヒタキの世話役でもある。
猿子 基史（マシコ モトフミ）
声 - 興津和幸
33歳。帝国図書情報資産管理局・研究部の部長。研究者たちのまとめ役を務めている。
雉子谷 新（キジタニ アラタ）
声 - 西田雅一
27歳。鵜飼家の使用人。昌吾を世話するため、フクロウのアパートを彼と一緒に訪れる。
百舌山 識郎（モズヤマ シロウ）
声 - 荻野晴朗
42歳。帝都大学病院の精神科医で、帝都大学の精神医学を専門とする教授でもある。
人体実験を好み、自らの作った稀モノをカラスの闇オークションで売ったり、帝都大の大学生に渡していた。翡翠やツグミらの能力に興味を持ち、実験体にならないかと声をかける。
笹乞 藤一郎（ササゴイ トウイチロウ）
声 - 石井真
29歳。古書店の店主。雀斑が特徴で陰気な顔立ちをした男性でコンプレックスが強く嫌味な性格の持ち主。作家活動もしているが、性格相応に周囲からの評価が低い。昌吾が焼身自殺を図るきっかけとなる稀モノの本を書いた作者。識郎に命じられ、薬を使った偽物の稀モノを書いていた。
尾鷲 英樹（オワセ ヒデキ）
声 - 桜木章人
35歳。帝国陸軍所属の青年将校で、次期陸軍大臣を有望視されている。位は陸軍中将。
葦切 拓真（ヨシキリ タクマ）
声 - 利根健太朗
28歳。「帝都新報」に所属する新聞記者。隼人の大学時代の先輩。

### 『クロユリ炎陽譚』からの人物
小原 秋沙（オハラ アイサ）
声 - 山村響
数多くの男性と噂のある人気舞台女優。尾崎隼人と面識がある。
黎 雪加（レイ セッカ）
声 - 畠中祐
ハーフの美少年で、上海から来た大富豪。
錐合 蓮（キリアイ レン）
声 - 小清水亜美
「男装の麗人」として活躍中の舞台俳優。
風見 千鳥（カザミ チトリ）
声 - 千本木彩花
田舎から上京してきた少女。
鵠居 栄（クゲイ サカエ）
声 - 石井真
反政府主義者で作家。汀紫鶴の知り合いである。
雀部 忠清（ササベ タダキヨ）
声 - 八代拓
帝都大学法学部の学生。
鵺野 桐彦（ヤノ キリヒコ）
声 - 松岡禎丞
笹乞藤一郎に代わって新しく古書店の店主となる。
鵜飼 昌造（ウカイ ショウゾウ）
声 - 荻野晴朗、岩崎征実（アニメ）
日本国の現在の首相。鵜飼昌吾の父親でもある。
ハンス・ハメル
声 - 利根健太朗
久世ヒタキの家庭教師。英語を教えている。

## 用語
稀モノ
情念や記憶の宿る本。
アウラ
稀モノが発する光のこと。手書きで、なおかつ特別な想いを抱いて書かれた稀モノのみに起こるが、大半の人には見えない。精神的に強いショックを受けると見えるようになる者もいる。
フクロウ
帝国図書情報資産管理局の通称。探索部と研究部の2つに分かれている。
カラス
稀モノの闇オークションを行っている。フクロウ側は摘発に難航している。
カグツチ
和綴じ本を燃やす活動を行っている。目撃者によると、全員学生だと思われる。

## 主題歌
帝都幻惑綺譚
オープニングテーマ「sanctuary」
作詞 - a*mu / 作曲・編曲 - bermei.inazawa / 歌 - Annabel
エンディングテーマ「焔の鳥」
作詞 - a*mu / 作曲 - 黒川陽介 / 編曲 - 衣笠道雄 / 歌 - Suara
クロユリ炎陽譚
オープニングテーマ「historia」
作詞 - a*mu / 作曲・編曲 - bermei.inazawa / 歌 - Annabel
エンディングテーマ「純真の華」
作詞 - a*mu / 作曲 - 黒川陽介 / 編曲 - 衣笠道雄 / 歌 - Suara

## スタッフ
- ディレクター - 渡邉渡
- イラストレーター - さとい
- シナリオ - 片桐由摩

## 関連商品

### CD
- ニル・アドミラリの天秤 帝都幻惑綺譚 主題歌&サウンドトラック（フロンティアワークス、2016年4月22日発売）
- ニル・アドミラリの天秤 クロユリ炎陽譚 主題歌&サウンドトラック（フロンティアワークス、2017年9月20日発売）

### 書籍
- ニル・アドミラリの天秤 帝都幻惑綺譚 公式ファンブック〜浪漫綴リ〜（KADOKAWA/アスキー・メディアワークス、2016年7月21日発売） ISBN 978-4-04-892305-7
- ニル・アドミラリの天秤 公式アートブック（一二三書房、2018年4月27日発売） ISBN 978-4-89-199497-6
  - ニル・アドミラリの天秤 公式アートブック 改訂版（一二三書房、2020年12月18日発売） ISBN 978-4-89-199680-2
- 小説 ニル・アドミラリの天秤 勿忘草の眠り姫（著:片桐由摩/イラスト:さとい、一二三書房（オトメイトノベル）、2018年4月27日発売） ISBN 978-4-89-199490-7
- ニル・アドミラリの天秤（漫画版）（作画：優月祥、月刊Gファンタジー連載、スクウェア・エニックス（Gファンタジーコミックス））
  1. 2018年5月26日発売 ISBN 978-4-75-755737-6
  2. 2019年1月26日発売 ISBN 978-4-75-755992-9
  3. 2019年8月27日発売 ISBN 978-4-75-756263-9

## テレビアニメ
『ニル・アドミラリの天秤 帝都幻惑綺譚』を原作としたテレビアニメ『ニル・アドミラリの天秤』が、2018年4月より6月までTOKYO MX・BSフジほかにて放送された。ナレーションは下野紘が担当する。放送開始前週には全局で特別番組が放送された。

### スタッフ
- 原作 - 『ニル・アドミラリの天秤 帝都幻惑綺譚』オトメイト（アイディアファクトリー）[7]
- 企画 - 村中悠介
- 監督・音響監督 - たかたまさひろ[10]
- シナリオ監修 - 渡邉渡、片桐由摩
- キャラクター原案 - さとい
- シリーズ構成 - 金春智子[7]
- キャラクターデザイン - 佐光幸恵[7]
- 総作画監督 - 佐光幸恵、中原清隆、原由美子[10]
- メインアニメーター - 安田好孝[10]
- プロップデザイン - 小川浩[10]
- 色彩設計 - 古川篤史[10]
- 美術監督 - 楠元裕也[10]
- 撮影監督 - 國重元宏[10]
- 編集 - 宇都宮正記[10]
- 音楽 - 長谷川智樹[7]
- 音楽プロデューサー - 藪遥花
- 音楽制作 - ポニーキャニオン[7]
- プロデューサー - 篠田里奈、全雪珠、野村蘭、先川幸矢、川崎夏子、堀切伸二、市井美帆、大森慎司
- アニメーションプロデューサー - 大林卓司
- アニメーションプロデュース - 遠心力
- アニメーション制作 - ゼロジー[7]
- 製作 - 「ニル・アドミラリの天秤」製作委員会

### 主題歌
「耽溺ミラアジュイズム」
kradnessによるオープニングテーマ。作詞・作曲・編曲はCamellia。
「Black Thunder」
下野紘によるエンディングテーマ。作詞はRUCCA、作曲・編曲は高橋諒。

### 各話リスト
| 話数     | サブタイトル                      | 脚本           | 絵コンテ                | 演出           | 作画監督                                          |
| -------- | --------------------------------- | -------------- | ----------------------- | -------------- | ------------------------------------------------- |
| 第壱章   | 稀モノの煌き -アウラ-             | 金春智子       | たかたまさひろ          | たかたまさひろ | 植田羊一                                          |
| 第弐章   | 帝国図書情報資産管理局 -フクロウ- | たかたまさひろ | たかたまさひろ          | 宇都宮正記     | 北村友幸 横田和彦                                 |
| 第参章   | 焔の神を名乗る者 -カグツチ-       | たかたまさひろ | 小寺勝之                | 岩永大慈       | 石橋友紀恵 金城優                                 |
| 第肆章   | 小夜啼鳥の舞踏会 -ナハティガル-   | 金春智子       | 植田羊一                | 殿水敦子       | 細山正樹 高田三郎 服部憲知 劉雲留 興石暁 越智博之 |
| 第伍章   | 紅月の夜 -ライラック-             | 横谷昌宏       | 大森英敏                | 駒谷健一郎     | 河西睦月 横田和彦 藤田正幸 安田好孝               |
| 第陸章   | 母の俤 -カワセミ-                 | 金春智子       | 高橋順 岩永大慈         | 岩永大慈       | 吉田和香子 藤田正幸 柳瀬譲二 森悦史 石橋友紀恵    |
| 第漆章   | 雨降り映畫館 -ナミダ-             | 中條元史       | 沖田宮奈                | 宇都宮正記     | 桑原寿弥 北村友幸                                 |
| 第捌章   | 恋火の彩 -ヒゲキ-                 | 横谷昌宏       | 倉川英揚                | 村田尚樹       | 中山和子 松本弘 仁井宏隆 中熊太一                 |
| 第玖章   | 凶鳥乱舞 -カラス-                 | 金春智子       | 米林拓                  | 佐々木純人     | 室山祥子 海老澤舞子 柏淳志                        |
| 第拾章   | 白亜の鳥籠 -トラウマ-             | 横谷昌宏       | 佐山聖子                | 川西泰二       | 大庭小枝 金正男 小野陽子                          |
| 第拾壱章 | 母と父と子と -キズナ-             | 金春智子       | 吉田英俊 植田羊一       | 岩永大慈       | 横田和彦 藤田正幸 安田好孝                        |
| 第拾弐章 | 帝都幻惑綺譚 -ニル・アドミラリ-   | 金春智子       | 植田羊一 たかたまさひろ | たかたまさひろ | 北村友幸 安田好孝 桑原寿弥                        |

### 放送局
| 放送期間                | 放送時間                     | 放送局     | 対象地域 | 備考                                   |
| ----------------------- | ---------------------------- | ---------- | -------- | -------------------------------------- |
| 2018年4月8日 - 6月24日  | 日曜 22:00 - 22:30           | TOKYO MX   | 東京都   |                                        |
|                         | 日曜 23:30 - 月曜 0:00       | サンテレビ | 兵庫県   |                                        |
| 2018年4月11日 - 6月27日 | 水曜 0:00 - 0:30（火曜深夜） | BSフジ     | 日本全域 | 製作参加 / BS放送 / 『アニメギルド』枠 |
| 2018年4月17日 - 7月3日  | 火曜 22:00 - 22:30           | AT-X       | 日本全域 | CS放送 / リピート放送あり              |

| 配信開始日    | 配信時間         | 配信サイト |
| ------------- | ---------------- | --- |
| 2018年4月8日  | 日曜 22:00 更新  | dアニメストア |
| 2018年4月15日 | 日曜 0:00 更新   | Amazonプライム・ビデオ |
|               | 日曜 0:00 - 0:30 | ニコニコ生放送 |
|               | 日曜 0:30 更新   | ニコニコチャンネル |
|               | 日曜 12:00 更新  | バンダイチャンネル |
| 不明          | 不明             | J:COMオンデマンド ビデオパス ひかりTV U-NEXT アニメ放題 あにてれ GYAO! Hulu DMM.com Rakuten TV ビデオマーケット HAPPY!動画 |

### BD / DVD
| 巻 | 発売日        | 収録話          | 規格品番  | 規格品番  |
| 巻 | 発売日        | 収録話          | BD        | DVD       |
| -- | ------------- | --------------- | --------- | --------- |
| 壱 | 2018年6月29日 | 第1話 - 第3話   | DMPXA-015 | DMPBA-029 |
| 弐 | 2018年7月27日 | 第4話 - 第6話   | DMPXA-016 | DMPBA-030 |
| 参 | 2018年8月31日 | 第7話 - 第9話   | DMPXA-017 | DMPBA-031 |
| 肆 | 2018年9月28日 | 第10話 - 第12話 | DMPXA-018 | DMPBA-032 |

## 舞台
『ニル・アドミラリの天秤』のタイトルで、2018年11月1日から同年11月11日まで全労済ホール/スペース・ゼロで上演。脚本・演出は菅野臣太朗が担当。
2019年4月10日には東映ビデオからDVDが発売された。

### キャスト
- 尾崎隼人 - 杉江大志
- 鴻上滉 - 仲田博喜
- 星川翡翠 - 星元裕月
- 汀紫鶴 - 健人
- 鵜飼昌吾 - 大崎捺希
- 鷺澤累 - 古畑恵介
- 久世ツグミ - 大和田南那
- 燕野太郎 - 大原海輝
- 朱鷺宮栞 - 黒田絢子
- 柾小瑠璃 - 栞菜
- 隠由鷹 - 吉岡佑
- 百舌山識郎 - 末野卓磨
- 笹乞藤一郎 - 湯本健一
- 葦切拓真 - 瀬戸祐介
- 四木沼喬 - 和泉宗兵
- アンサンブルキャスト - 南舘優雄斗、成田圭吾、秋山皓郎、美波利奈、山崎あずみ、大塚杏奈